# Llano de Olmedo
Llano de Olmedo – gmina w Hiszpanii, w prowincji Valladolid, w Kastylii i León, o powierzchni 15,22 km². W 2011 roku gmina liczyła 74 mieszkańców.